# Liste des peuples de la Terre du Milieu
Cet article recense les différents peuples de la Terre du Milieu, univers né de l'imagination de John Ronald Reuel Tolkien.

## Les divinités et esprits
- Ilúvatar, le dieu créateur
- les Ainur, les entités nées de son esprit
  - les Valar, entités supérieures descendues en Arda
  - les Maiar, entités inférieures descendues en Arda
    - les Balrogs, Maiar corrompus par Melkor
    - les Istari, Maiar envoyés en mission sur la Terre du Milieu au Troisième Âge

## Les Enfants d'Ilúvatar
Les Enfants d'Ilúvatar dont les Elfes et les Hommes.

### Les Elfes

Divisions des Elfes

- les Eldar, Elfes ayant accepté de se rendre auprès des Valar en Valinor
  - les Vanyar
  - les Noldor (ou Ñoldor)
  - les Teleri
    - les Nandor, Teleri s'étant établis dans la vallée de l'Anduin
      - les Laiquendi, Nandor ayant rejoint les Sindar

    - les Sindar, Teleri ayant fait halte en Beleriand pour diverses raisons
    - les Falmari, Teleri ayant atteint le Valinor
- les Avari, Elfes ayant refusé l'invitation des Valar

### Les Hommes

#### AuPremier Âge
- les Edain ou Atani :
  - Les Trois Maisons Amies des Elfes :
    - le Peuple de Bëor
    - le Peuple de Hador
    - le Peuple de Haleth

  - les Drúedain

#### AuSecond Âge
- les Númenóréens, issus des trois maisons des Edain

#### AuTroisième Âge
- les Dúnedain, issus des Númenóréens
- les Hommes du Nord, issus de parents du Peuple de Hador ayant fait halte en Rhovanion au Premier Âge
  - les Rohirrim
  - les Béorniens (« Beornides » dans la première traduction, Beornings en anglais)
  - les Bardiens (« Bardides » dans la première traduction, Bardings en anglais)
- les Orientais (« Orientaux » dans la première traduction, Easterlings en anglais)
- les Haradrim
- les Dunlendings
- les Variags

- les Hobbits, branche de l'espèce humaine
  - les Piévelus (« Pieds velus » dans la première traduction)
  - les Fortauds (« Forts » dans la première traduction)
  - les Peaublêmes (« Pâles » dans la première traduction)

## Autres peuples libres
- les Nains
  - les Longues-barbes (Longbeards) ou Peuple de Durin
  - les Firebeards (« Barbes-de-feu »)
  - les Broadbeams (« Torses-larges »)
  - les Ironfists (« Poings-de-fer »)
  - les Stiffbeards (« Barbes-touffues »)
  - les Blacklocks (« Tresses-noires »)
  - les Stonefoots (« Pieds-de-pierre »)

- les Ents
  - les Huorns

## Les créatures maléfiques
- les Orques, aussi appelé Gobelins
  - les Uruk-hai

- les Dragons

- les Trolls
  - les Olog-hai

- les Wargs (« Ouargues » dans l'ancienne traduction)